# Piedigriggio
 Piedigriggio  là một xã ở tỉnh Haute-Corse trên đảo Corse, Pháp. Xã này có diện tích 10,43 km², dân số năm 1999 là 124 người. Khu vực này có độ cao 360 mét trên mực nước biển.